# Gurjit Singh
Gurjit Singh es un diplomático, indio.
- En 1980 entró al Indian Foreign Service.
- En 1984 fue empleado en Tokio.
- En 1990 fue primer secretario de Alta Comisión en Colombo.
- En 1994 fue consejero de embajada en Tokio.[1]
- En 1999 fue Alto Comisionado adjunto en Nairobi.
- Del 26 de agosto de 2002 al 11 de abril de 2005 fue ministro de embajada en Roma.
- Del 11 de abril de 2005 a 2007 fue embajador en Adís Abeba (Etiopía), a partir 28 de octubre de 2005 concurrentemente en Yibuti y representante ante la Unión Africana.[2]
- 2012 fue Additional Secretary en el Ministry of External Affairs.
- De 2013 a 20 de octubre de 2015 fue embajador en Yakarta con acreditación como embajador en Dili (Timor Oriental)[3]
- El 20 de octubre de 2015 fue designado embajador en Berlín.[4]

## Obra
- 'The Abalone Factor — An overview of India-Japan Business Relations' won the prestigious Bimal Sanyal Award in 1997.